# Transnet

Logo

Transnet war eine Gewerkschaft des Deutschen Gewerkschaftsbunds (DGB) mit Sitz in Berlin und Frankfurt am Main, die im Jahr 2000 aus der Gewerkschaft der Eisenbahner Deutschlands (GdED oder GED) hervorging und am 30. November 2010 mit der Verkehrsgewerkschaft GDBA zur Eisenbahn- und Verkehrsgewerkschaft (EVG) fusionierte.

## Geschichte
Die Gewerkschaft hat eine lange Vorgeschichte. Am 13. Januar 1897 konstituierte sich in Hamburg der Verband der Eisenbahner Deutschlands, der umgangssprachlich auch als Hamburger Verband bezeichnet wurde. Die staatlichen Behörden bewerteten den Verband als hoch gefährlich. Die Eisenbahndirektion Mainz veröffentlichte in einer Sondernummer ihres Amtsblatts eine Warnung vor dem Hamburger Verband, „der offenbar darauf ausgeht, den Frieden zwischen Verwaltung und Personal zu stören und ordnungsfeindlichen Bestrebungen zu dienen“ und bedroht jeden Mitarbeiter, der Mitglied in dem Verband wird oder ihn unterstützt, mit Entlassung. Im Süden Deutschlands entstand am 23. Oktober 1898 der Verband für die bayerischen Eisenbahnwerkstätten und Betriebsarbeiter. Auch in anderen Regionen Süddeutschlands entstanden gewerkschaftlich orientierte Eisenbahnerverbände. Anfang Juli 1908 trat der Hamburger Verband der Reichssektion der Eisenbahner des Deutschen Transportarbeiter-Verbandes an. Im Zuge mehrerer Fusionen mit den süddeutschen Verbänden entstand 1916 der Deutsche Eisenbahner-Verband (DEV). 1925 entstand aus dem Zusammenschluss von DEV und Reichsgewerkschaft deutscher Eisenbahnbeamten und -anwärter der Einheitsverband der Eisenbahner Deutschlands (EdED). Der EdED kann als wichtigste Vorläuferorganisation der TRANSNET angesehen werden. Der EdED wurde im Zusammenhang mit der Machtergreifung Hitlers am 2. Mai 1933 zerschlagen.
Am 25. März 1948 wurde der während des Nationalsozialismus verbotene Eisenbahnerverband unter der Bezeichnung Gewerkschaft der Eisenbahner Deutschlands (GdED) wiedergegründet. Sie war Gründungsmitglied des DGB.
Anfang 1990 gründeten in der DDR Beschäftigte der Deutschen Reichsbahn eine freie Eisenbahnergewerkschaft außerhalb des Freien Deutschen Gewerkschaftsbundes (FDGB), die Gewerkschaft der Eisenbahner (GdE). Am 25. Oktober 1990 trat die GdE der GdED während eines außerordentlichen Gewerkschaftstages in Kassel bei.
1990 gehörten ihr 320.000 Mitglieder an. Ende 1993 lag die Mitgliederzahl bei 451.000.
1994 wurden Bundesbahn und Reichsbahn fusioniert. Ab diesem Zeitpunkt hieß das Unternehmen Deutsche Bahn. Die DB wurde als Aktiengesellschaft gegründet und damit formell privatisiert. Zugleich wurde der Schienenverkehrsmarkt auch für andere Anbieter geöffnet. Die GdED öffnete sich dementsprechend auch für Beschäftigte privater bzw. so genannter nicht-bundeseigener (NE-)Bahnen. Nach dem Prinzip „Ein Betrieb – eine Gewerkschaft“ organisiert sie auch Beschäftigte von Unternehmen, die dem DB-Konzern angehören, ohne „Eisenbahner“ im eigentlichen Sinne zu sein.
Um diesem Wandel Rechnung zu tragen, beschloss die Gewerkschaft Mitte Mai 2000, ihren Namen in TRANSNET (Kunstwort aus TRANsport, Service und NETze) bzw. Transnet GdED zu ändern. Der neue Name wurde zum 1. Juli 2000 wirksam. Mitte 2000 zählte die Gewerkschaft 340.000 Mitglieder, davon 50.000 Nicht-Eisenbahner.
Ab 2002 kooperierte Transnet mit der Verkehrsgewerkschaft GDBA. Im Sommer 2005 wurde diese Zusammenarbeit durch die Bildung einer Tarifgemeinschaft verfestigt. Die Transnet hatte im Oktober 2007 rund 250.000 Mitglieder. Sie gehörte auf internationaler Ebene der Internationalen Transportarbeiter-Föderation (ITF) und der Europäischen Transportarbeiter-Föderation (ETF) an.
Im Jahr 2008 ging die Zahl der Mitglieder um 4,9 Prozent auf 227.690 zurück. Als Gründe hierfür wurden der Wechsel des ehemaligen Gewerkschaftsvorsitzenden Norbert Hansen zur Deutschen Bahn und viele Todesfälle unter älteren Mitgliedern genannt.

Titel der Monatszeitschrift Transnet inform

Für die Mitglieder gab es eine monatliche Informationszeitschrift mit dem Titel Transnet Inform. Diese Zeitschrift erschien im November 2010 zum letzten Mal und wurde von EVG imtakt ab Dezember 2010 abgelöst.
Die Bahngewerkschaft Transnet wurde mit der Gewerkschaft Deutscher Bundesbahnbeamten und Anwärter (GDBA) verschmolzen. Dazu wurde am 30. November 2010 die neue Eisenbahn- und Verkehrsgewerkschaft (EVG) gegründet. Die Transnet brachte 230.000 Mitglieder und die GDBA 40.000 Mitglieder in die neue Gewerkschaft ein. Dies war der größte Zusammenschluss unter den Gewerkschaften seit der Gründung von Verdi im Jahr 2001.

## Kritik
Transnet stand in der Kritik, weil sie als einzige Gewerkschaft der Eisenbahnbranche für die Teilprivatisierung der Bahn eintrat. Kritiker warfen der Transnet vor, keine eigenständige Gewerkschaft mehr zu sein, sondern lediglich der verlängerte Arm der Deutschen Bahn AG. Die rund 120.000 in Transnet organisierten Mitarbeiter der Deutschen Bahn erhielten zahlreiche Vorteile, die anderen Beschäftigten nicht zustanden. So kam ein spezieller, von der DB finanzierter, Fonds für Sozialleistungen auf. Ein Bericht der Revision der Deutschen Bahn von 2002 kritisierte vielfältige Bevorzugungen für Transnet-Betriebsräte. So hätten Transnet-Betriebsräte unter anderem Löhne bis zu 85 Prozent über dem Tarifniveau erhalten.
Auch der ehemals kapitalprivatisierungsfreundliche Kurs der Gewerkschaft wurde kritisiert. Nach Medienberichten erhoffte sich die Gewerkschaft über eine durch Liquiditätszuflüsse finanzierte Expansion nach einem Börsengang des Unternehmens Mitgliederzuwächse. Im Sommer 2006 traten dabei in Transnet organisierte Beschäftigte in einen Warnstreik für eine Kapitalprivatisierung. Im November 2008, nach dem Weggang von Norbert Hansen, kündigte die Gewerkschaft auf ihrem Gewerkschaftstag an, ihre bisherige Position zur Kapitalprivatisierung überprüfen zu wollen.
Der ehemalige Transnet-Vorsitzende Norbert Hansen wechselte im Mai 2008 in den Vorstand der Deutschen Bahn. Kritiker warfen ihm danach vor, diesen Wechsel durch seine Befürwortung der Bahnprivatisierung vorbereitet zu haben.
Die Gewerkschaft Transnet hat die Bahn zwischen 1994 und 1998 beauftragt, zu überprüfen, inwieweit Transnet-Mitglieder ihre Beiträge in satzungsgemäßer Höhe bezahlen. Einen weiteren Abgleich hat die Bahn 2008 wegen veränderter Datenschutzrichtlinien abgelehnt.

## Vorsitzende der GdED bzw. Transnet
- 1949–1959: Hans Jahn
- 1959–1979: Philipp Seibert
- 1979–1988: Ernst Haar
- 1988–1999: Rudi Schäfer
- 1999–2008: Norbert Hansen
- Mai–November 2008: Lothar Krauß
- November 2008–2010: Alexander Kirchner